# Red Savina
Red Savina är en kultivar av habaneron (Capsicum chinense), vilken har förädlats för att producera starkare och större frukter. 
Frank Garcia, GNS Spices, från Walnut, Kalifornien är upphovsmannen bakom Red Savina habaneron. Hur Garcia gick tillväga är oklart.
Tester av Red Savina har mätts upp till 580 000 scovillegrader. Jämförelsevis så är det dubbelt så starkt som en vanlig habanerofrukt (100 000-350 000 scovillegrader), och 65 gånger så starkt som en jalapenofrukt. En cayennepepparfrukt når bara 30 000-50 000 scovillegrader.
I februari 2007 tappade Red Savina sin förstaplats i Guinness rekordbok som starkaste chili i världen till Naga Jolokiapepparn. Red Savina höll rekordet från 1994 till 2006.